# Ennenda
Ennenda fue hasta el 31 de diciembre de 2010 una comuna suiza del cantón de Glaris. 
A partir del 1 de enero de 2011 la comuna fue absorbida por la nueva comuna de Glaris, que incluye las antiguas comunas de Glaris, Netstal, Riedern y Ennenda.

## Geografía
Ennenda se encuentra situada frente a la ciudad de Glaris, en la orilla derecha del río Linth. La antigua comuna limitaba al norte con las comunas de Mollis y Filzbach, al este con Obstalden y Sool, al sur con Mitlödi, y al oeste con Glaris y Netstal.

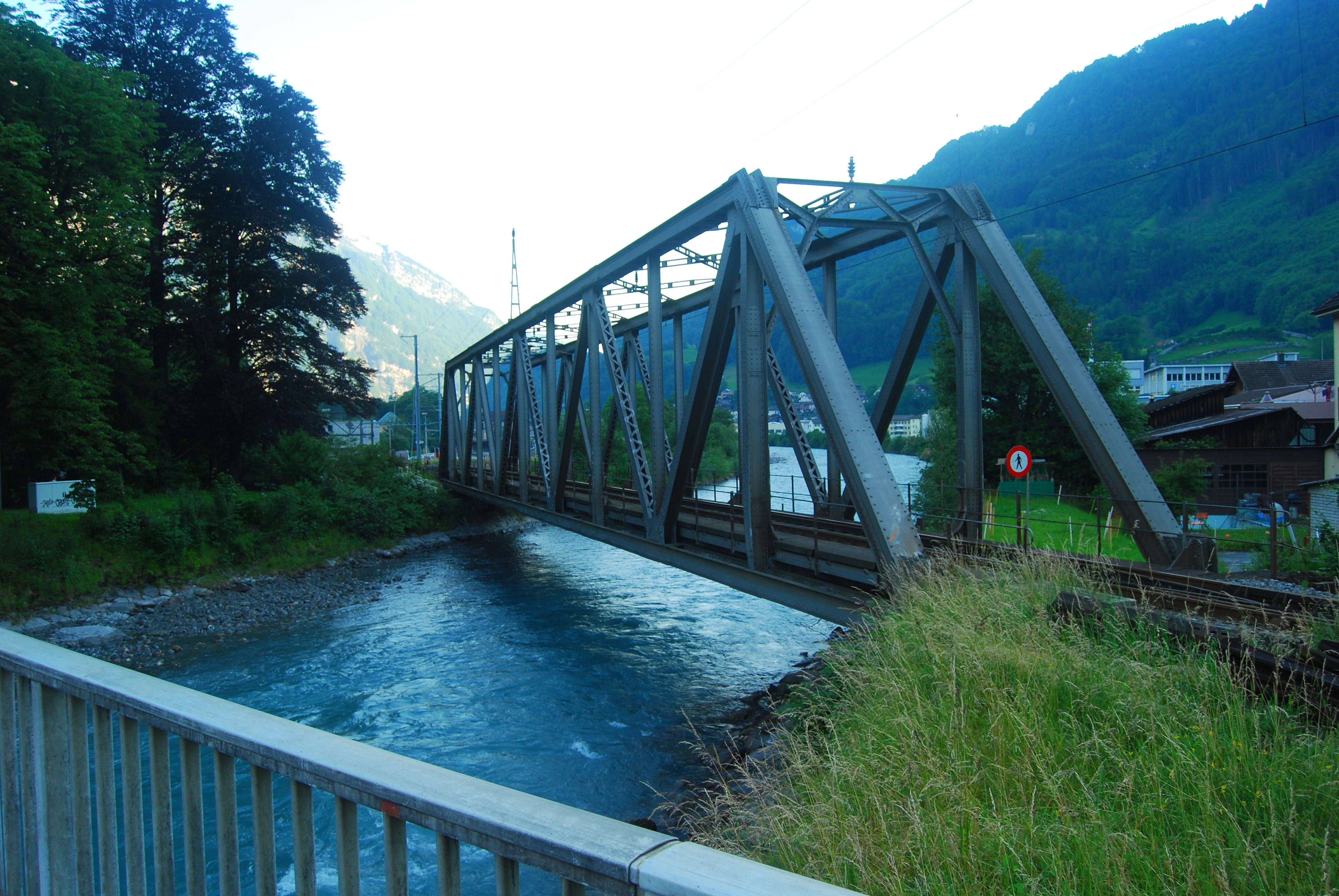
Puente ferroviario sobre el Linth.